# Молодоевка
Молодоевка — река в Дмитровском районе Московской области России, правый приток Яхромы. Образуется на склоне Клинско-Дмитровской гряды.
Исток около деревни Притыкино. Впадает в Яхрому западнее деревни Ваньково. В районе деревни Глебездово принимает правый приток — безымянный ручей.